# Idioma mandeo
El mandeo es la lengua vernácula del pueblo mandeo, el cual es oriundo del Medio Oriente y cuyos aproximadamente 70.000 adherentes en el mundo están familiarizados con la versión clásica de este antiguo idioma, ya que se conserva en su literatura sagrada y, a la fecha, se sigue usando en la liturgia de las comunidades religiosas que viven en el actual Irán e Irak (particularmente en el sur), y como inmigrantes, en otras partes del mundo, principalmente en los Estados Unidos.
Sin embargo, aunque severamente amenazada, existe una variante moderna de este idioma que ha venido evolucionando desde la Antigüedad Tardía a partir de la lengua clásica y ha llegado hasta nuestros días. Se trata del mandeo moderno, dialecto que se sigue hablando como lengua materna por un escaso número de personas (quizá unas 300 o 500) que hoy en día solo moran en Ahvaz, Juzestán, Irán, sin contar a aquellos que se encuentren en la diáspora.
Actualmente quedan solamente dos subdialectos de esta lengua que han sido bastante documentados, el de Ahvaz (Macuch 1965a, 1965b, 1989
y 1993
) y el de Khorramshahr (Häberl 2008).
Los cuales son mutuamente inteligibles entre sí, al punto de que los hablantes de cualquiera de ellos negarían que existiese diferencia alguna entre los dos.
Todos los modernos hablantes de mandeo son bilingües o, incluso, trilingües de las lenguas de sus vecinos, árabes y persas. La influencia de sus respectivos idiomas (sobre todo del persa) en el léxico y la gramática del mandeo contemporáneo es considerable, especialmente en lo que se refiere la morfología de los substantivos. Aun así, el mandeo moderno sigue teniendo la gramática más conservadora del grupo oriental de dialectos neo-arameos, pues conserva la antigua conjugación de "sufijo" semita (o perfecta). Aunque su fonología ha sufrido varios cambios, el más notable de ellos sería la pérdida de las consonantes guturales. Por otra parte, su escritura se distingue por el uso de letras para representar vocales (véase alfabeto mandeo).
Se clasifica como un dialecto más del arameo moderno, continuo dialectal que comprende diversos grupos aislados de lenguas semíticas que se extienden desde el lago Van y Urmia por el norte, hasta el territorio que media entre Damasco y Ahvaz, por el sur. Muchas de las que han llegado hasta nuestros días, al haber evolucionado por su cuenta de manera individual unas de otras a lo largo del tiempo, puede que sean mutuamente ininteligibles o, incluso, considerarse como idiomas completamente distintos. Sin embargo, determinar la relación exacta entre distintos dialectos del arameo moderno resulta una ardua tarea, repleta de no pocos problemas que, además, se complican debido al hecho de que nuestro conocimiento acerca de estas lenguas y de su relación con los dialectos arameos de la antigüedad es bastante insuficiente.

## Clasificación
El mandeo es un idioma semítico noroccidental de la subfamilia aramea oriental,  tiene estrecha relación con la lengua de las porciones arameas del Talmud de Babilonia y la de los textos y vasijas de encantamiento semitas encontrados por toda la Mesopotamia. Además, también está relacionado con el siríaco, lengua litúrgica de varias denominaciones cristianas a lo largo de todo el Medio Oriente que también pertenece a la subfamilia aramea oriental.

## Historia
El arameo se convirtió en la lengua franca de gran parte del Creciente Fértil durante el apogeo de los neo-asirios (ca. 934 a. C. – 609 a. C.) y posteriormente de los aqueménidas (576 a. C. – 330 a. C.), quienes lo adoptaron como lengua auxiliar tanto para la comunicación internacional como para la administración interna de sus respectivos imperios. Motivo por el que paulatinamente fue suplantando a las lenguas autóctonas de toda la región. Sin embargo, debido precisamente a su extensa distribución geográfica y a circunstancias políticas, no tardó en escindirse en dos subfamilias mayores: la subfamilia occidental, integrada por el palestino talmúdico, el palestino cristiano y el samaritano, y la subfamilia oriental, la cual comprendía por otro lado el babilonio tardío, el siríaco y el mandeo. Sin embargo, desde sus albores, hasta el periodo tardío gueónico del Talmud de Babilonia, hubo vigencia de un alto arameo, conocido ahora como arameo estándar.
Aunque ningún descendiente directo del arameo del Talmud de Babilonia sobrevive hoy, la mayoría de los dialectos arameos hablados en la actualidad pertenecen a la subfamilia oriental, que incluye al arameo moderno central (montañés y sirio), nororiental (el mayor grupo moderno del arameo, al que pertenecen varios dialectos judeo-arameos modernos y los dialectos de los cristianos denominados asirios y caldeos) y al mandeo moderno. El único sobreviviente que queda de la subfamilia occidental es el arameo moderno occidental (siríaco moderno), hablado en los pueblos de Mâlula, Bakha y Jubb Adin al noroeste de Damasco. Pero, de todos estos dialectos, orientales u occidentales, únicamente el mandeo moderno puede considerarse a ciencia cierta como un sucesor directo de uno de los dialectos arameos registrados en la Antigüedad Tardía. Razón por la cual, es potencialmente de enorme valor en la reconstrucción de la historia de esta subfamilia y de la relación exacta de parentesco entre sus miembros.
El mandeo moderno originalmente se desarrolló en tres subdialectos en las poblaciones de Shushtar, Shah Wali y Dezful al norte de Juzestán, Irán. Pero los mandeos huyeron de estos sitios durante la persecución acaecida en la década de 1880 y se asentaron en las ciudades de Ahvaz y Khorramshahr. Esta última se ufanó de albergar a la mayor población de habla mandea hasta la década de 1980, fecha en la que estalló la guerra Irán-Irak, la cual ocasionó que muchos emigraran a otras partes, quedando Ahvaz como la única comunidad restante de habla mandea.

## Estudio
El primer intento por documentar este idioma se trató de un glosario políglota que incluía una columna de vocablos del dialecto mandeo de Basora, el cual fue elaborado en torno al año 1650 por un misionero carmelita a quien Borghero
ha identificado como Mateo de San José. Este glosario tendría una influencia perenne en las subsecuentes generaciones de mandeólogos; e, incluso, sería consultado por Teodoro Nöldeke

y Rudolf Macuch en la preparación de sus gramáticas e incorporado en el diccionario de Drower y Macuch de 1963.
Sin embargo, ningún texto mandeo que se encontrase en su totalidad fue publicado, sino hasta principios del siglo XX, cuando de Morgan
publicó cinco documentos recopilados en Irán (transliterados y traducidos por Macuch). Por fortuna, las últimas décadas han visto un notable incremento en el número de publicaciones de mandeo disponibles a los especialistas (Macuch 1965b, 1989 y 1993) y la aparición de una gramática descriptiva (Häberl 2008).

## Escritura
El mandeo casi no se escribe, pero las pocas veces en que sí, ya sea cuando se utiliza en cartas personales o en los colofones con que se adscriben los manuscritos, se recurre actualmente al empleo de una versión modificada de la escritura clásica como medio de escritura.
Con la excepción de /ə/, todas las vocales se representan, pero sin ninguna indicación de longitud o cualidad. La letra ʕ de manera consecuente representa cualquiera de las vocales epentéticas, ya sea /ə/ o /ɛ/. Además, la letra árabe ع ha sido incluida para representar a la consonante fricativa faríngea sonora y la oclusión glotal. Las letras b, g, k, p, y t pueden representar tanto las oclusivas: /b/, /ɡ/, /k/, /p/ y /t/; como las fricativas: /v/, /ʁ/, /χ/, /f/ y /θ/, respectivamente; ya que antes, en principio, estas fricativas no eran fonemas diferenciados, sino meramente alófonos de sus homólogas oclusivas luego de una vocal; pero la regla de sonido que normaba este cambio actualmente ha desaparecido. La ortografía del mandeo moderno difiere de la clásica por el uso de u para representar /w/, aun de ser producto de una antigua b de la lengua clásica.
Como el mandeo moderno incluye varios fonemas que no se encuentran en el clásico, a ciertas letras de la escritura tradicional se les ha colocado por debajo una línea para poder representar a aquellos. Así š representa /tʃ/, /ʒ/ o /dʒ/; d, /ðˤ/; y h, /ħ/. Las escuelas privadas mandeas de Irán y Australia emplean una versión de esta misma escritura con algunas modificaciones pedagógicas más.

## Fonología
En el mandeo hay 35 fonemas distintos: 28 consonánticos y 7 vocálicos. Para la mayor parte de cuales, hay un grado relativamente amplio de variaciones alofónicas que el sistema de transcripción, que es fonemático, no representa; al igual que como sucede con las asimilaciones esporádicas, supresiones y otros tipos de detalles que son típicos del habla inmediata.

### Consonantes
Del total de 28 consonantes mandeas, cuatro son préstamos fonemáticos: las africadas prepalatales č /tʃ/ y j /dʒ/, y las fricativas faríngeas ʿ /ʕ/ y ḥ /ħ/, que se encuentran únicamente en el vocabulario de origen extranjero, particularmente árabe y persa. Pero, además de éstas, hay dos consonantes faringalizadas (la oclusiva alveolar sonora ḍ /ðˤ/ y la fricativa alveolar sonora ẓ /zˤ/) que solo se encuentran en uno que otro préstamo lingüístico arábigo, por lo que, dada su condición marginal, han sido omitidas de la presente tabla.
A las consonantes fricativas /f/, /v/, /χ/ y /ʁ/ se les asigna los valores f, v, x y ġ, en vez de p, ḇ, ḵ, y ḡ, en los vocablos tomados de los otros idiomas, a causa de su diferente distribución en tales palabras.
| Oclusivas y africadas: | Oclusivas y africadas: | Oclusivas y africadas: | Oclusivas y africadas: | Oclusivas y africadas: | Oclusivas y africadas: | Oclusivas y africadas: | Oclusivas y africadas: | Oclusivas y africadas: | Oclusivas y africadas: | Oclusivas y africadas: |
| ---------------------- | ---------------------- | ---------------------- | ---------------------- | ---------------------- | ---------------------- | ---------------------- | ---------------------- | ---------------------- | ---------------------- | ---------------------- |
|                        | Bilabiales             | Labiodentales          | Interdentales          | Alveolares             | Prepalatales           | Palatales              | Velares                | Uvulares               | Faríngeas              | Glotales               |
| Sordas                 | p                      |                        |                        | t                      | tʃ (č)                 |                        | k                      | q                      |                        |                        |
| Sonoras                | b                      |                        |                        | d                      | dʒ (j)                 |                        | ɡ                      |                        |                        |                        |
| Enfáticas              |                        |                        |                        | tˤ                     |                        |                        |                        |                        |                        |                        |
| Fricativas:            |                        |                        |                        |                        |                        |                        |                        |                        |                        |                        |
|                        | Bilabiales             | Labiodentales          | Interdentales          | Alveolares             | Prepalatales           | Palatales              | Velares                | Uvulares               | Faríngeas              | Glotales               |
| Sordas                 |                        | f (p / f)              | θ (ṯ)                  | s                      | ʃ (š)                  |                        |                        | χ (ḵ / x)              | ħ (ḥ)                  | h                      |
| Sonoras                |                        | v (ḇ)                  |                        | z                      |                        |                        |                        | ʁ (ḡ / ġ)              | ʕ (ʿ)                  |                        |
| Enfáticas              |                        |                        |                        | sˤ (ṣ)                 |                        |                        |                        |                        |                        |                        |
| Sonorantes:            |                        |                        |                        |                        |                        |                        |                        |                        |                        |                        |
|                        | Bilabiales             | Labiodentales          | Interdentales          | Alveolares             | Prepalatales           | Palatales              | Velares                | Uvulares               | Faríngeas              | Glotales               |
| Nasales                | m                      |                        |                        | n                      |                        |                        |                        |                        |                        |                        |
| Laterales              |                        |                        |                        | l                      |                        |                        |                        |                        |                        |                        |
| Apicales               |                        |                        |                        | r                      |                        |                        |                        |                        |                        |                        |
| Aproximantes           | w                      |                        |                        |                        |                        | j (y)                  |                        |                        |                        |                        |

### Vocales
El sistema vocálico en el mandeo moderno está compuesto por 7 vocales distintas, de las cuales, seis: i /i/, u /u/, e /e/, o /o/, a /a/ y ā /ɒ/; son fonemas principales, y uno: ə /ə/, marginal. Estas son distinguibles por su calidad y no por su cantidad. Tres de las principales, las vocales "débiles" i, u y ā se alargan en sílabas abiertas acentuadas como [iː], [uː] y [ɔː] o [ɒː]; /i/ y /u/ se pronuncian como [ɪ] y [ʌ], en cualquier sílaba cerrada, ya sea que esté acentuada o no. Y las otras 3 vocales principales, las vocales "fuertes" o, e y a solo se presentan exclusivamente en sílabas abiertas acentuadas; /e/ se pronuncia como [ɛ], en sílabas cerradas; /a/ se pronuncia como [ɑ], en sílabas cerradas acentuadas, y como [a] o [æ] en las átonas. Pero, la vocal que realmente posee la más amplia variación alofónica de todas, es la media central (ə). Por lo regular se proyecta, retrae, cierra o abre en concordancia con la vocal de la sílaba que le sigue. Por ejemplo, cuando es seguida de w, se cierra y retrae como [ʌ]; mientras que cuando le recae acento en una sílaba cerrada, se proyecta y abre como [ɛ].
|                                           | Anteriores                                      | Semianteriores                                  | Centrales                                       | Semiposteriores                                 | Posteriores                                     |
| Cerradas                                  | \| i • u ɪ • ʊ e • o ə ɛ • ʌ • ɔ æ a • ɑ • ɒ \| | \| i • u ɪ • ʊ e • o ə ɛ • ʌ • ɔ æ a • ɑ • ɒ \| | \| i • u ɪ • ʊ e • o ə ɛ • ʌ • ɔ æ a • ɑ • ɒ \| | \| i • u ɪ • ʊ e • o ə ɛ • ʌ • ɔ æ a • ɑ • ɒ \| | \| i • u ɪ • ʊ e • o ə ɛ • ʌ • ɔ æ a • ɑ • ɒ \| |
| Casi cerradas                             | \| i • u ɪ • ʊ e • o ə ɛ • ʌ • ɔ æ a • ɑ • ɒ \| | \| i • u ɪ • ʊ e • o ə ɛ • ʌ • ɔ æ a • ɑ • ɒ \| | \| i • u ɪ • ʊ e • o ə ɛ • ʌ • ɔ æ a • ɑ • ɒ \| | \| i • u ɪ • ʊ e • o ə ɛ • ʌ • ɔ æ a • ɑ • ɒ \| | \| i • u ɪ • ʊ e • o ə ɛ • ʌ • ɔ æ a • ɑ • ɒ \| |
| Semicerradas                              | \| i • u ɪ • ʊ e • o ə ɛ • ʌ • ɔ æ a • ɑ • ɒ \| | \| i • u ɪ • ʊ e • o ə ɛ • ʌ • ɔ æ a • ɑ • ɒ \| | \| i • u ɪ • ʊ e • o ə ɛ • ʌ • ɔ æ a • ɑ • ɒ \| | \| i • u ɪ • ʊ e • o ə ɛ • ʌ • ɔ æ a • ɑ • ɒ \| | \| i • u ɪ • ʊ e • o ə ɛ • ʌ • ɔ æ a • ɑ • ɒ \| |
| Medias                                    | \| i • u ɪ • ʊ e • o ə ɛ • ʌ • ɔ æ a • ɑ • ɒ \| | \| i • u ɪ • ʊ e • o ə ɛ • ʌ • ɔ æ a • ɑ • ɒ \| | \| i • u ɪ • ʊ e • o ə ɛ • ʌ • ɔ æ a • ɑ • ɒ \| | \| i • u ɪ • ʊ e • o ə ɛ • ʌ • ɔ æ a • ɑ • ɒ \| | \| i • u ɪ • ʊ e • o ə ɛ • ʌ • ɔ æ a • ɑ • ɒ \| |
| Semiabiertas                              | \| i • u ɪ • ʊ e • o ə ɛ • ʌ • ɔ æ a • ɑ • ɒ \| | \| i • u ɪ • ʊ e • o ə ɛ • ʌ • ɔ æ a • ɑ • ɒ \| | \| i • u ɪ • ʊ e • o ə ɛ • ʌ • ɔ æ a • ɑ • ɒ \| | \| i • u ɪ • ʊ e • o ə ɛ • ʌ • ɔ æ a • ɑ • ɒ \| | \| i • u ɪ • ʊ e • o ə ɛ • ʌ • ɔ æ a • ɑ • ɒ \| |
| Casi abiertas                             | \| i • u ɪ • ʊ e • o ə ɛ • ʌ • ɔ æ a • ɑ • ɒ \| | \| i • u ɪ • ʊ e • o ə ɛ • ʌ • ɔ æ a • ɑ • ɒ \| | \| i • u ɪ • ʊ e • o ə ɛ • ʌ • ɔ æ a • ɑ • ɒ \| | \| i • u ɪ • ʊ e • o ə ɛ • ʌ • ɔ æ a • ɑ • ɒ \| | \| i • u ɪ • ʊ e • o ə ɛ • ʌ • ɔ æ a • ɑ • ɒ \| |
| Abiertas                                  | \| i • u ɪ • ʊ e • o ə ɛ • ʌ • ɔ æ a • ɑ • ɒ \| | \| i • u ɪ • ʊ e • o ə ɛ • ʌ • ɔ æ a • ɑ • ɒ \| | \| i • u ɪ • ʊ e • o ə ɛ • ʌ • ɔ æ a • ɑ • ɒ \| | \| i • u ɪ • ʊ e • o ə ɛ • ʌ • ɔ æ a • ɑ • ɒ \| | \| i • u ɪ • ʊ e • o ə ɛ • ʌ • ɔ æ a • ɑ • ɒ \| |
| i • u ɪ • ʊ e • o ə ɛ • ʌ • ɔ æ a • ɑ • ɒ |                                                 |                                                 |                                                 |                                                 |                                                 |

Hay además 5 diptongos, ey /ɛɪ/, ay /aɪ/, aw /aʊ/, āy /ɔɪ/ y āw /ɔʊ/. Los /aɪ/ y /aʊ/, que ya habían sido monoptongados en sílabas cerradas acentuadas como /i/ y /u/ en la lengua clásica, ahora lo están en todas las sílabas acentuadas de los dialectos de Ahvaz y Khorramshahr, sin tomar en cuenta los monoptongos importados en palabras de origen extranjero. Aunque cabe señalar que la desaparición de diptongos parece ser más avanzada en el dialecto de Ahvaz; compárese, por ejemplo, en Khorramshahr, gāw /gɔʊ/ 'en' con gu /guː/ íd., de Ahvaz. Pero, también, está el caso en que a la par la monoptongación del diptongo /aɪ/ en sílabas abiertas acentuadas, se ha presentado la diptongación de su resultado  /iː/ en /iɛ̆/ para los mismos casos. Por ejemplo, el clásico baita 'casa' se ha transformado en bieṯā en la lengua moderna. Y este cambio de sonido es ahora habitual en ambos dialectos contemporáneos de Ahvāz y Khorramshahr, aunque no se encuentre en los textos sin publicación recopilados en Irak por Drower, ni en Macuch 1989.

### Estructura silábica
Las palabras mandeas oscilan en tamaño de dos a cinco sílabas. Cada sílaba consta de un principio (que es optativo en sílabas de inicio de palabra) y una rima. Y la rima, a su vez, se compone de un núcleo (normalmente, una vocal o una consonante silábica) acompañado o no de una coda. El principio y la coda que encierran al núcleo se tratan de consonantes; pero, mientras que el principio es obligatorio para toda sílaba intermedia, la coda es optativa para todos los casos.
Dado el caso de que un sufijo pronominal enclítico carezca del principio, aquel termina por añadirse a la sílaba cerrada acentuada de la palabra y la coda de esa sílaba se gemina integrando el principio de la sílaba pronominal que ahora le sigue. Cuando una fricativa interdental sorda /θ/ sea geminada según este principio, su resultado es la doble consonante [χt] en vez del esperado [θθ]. Por ejemplo, cuando se añaden los sufijos pronominales directamente a la partícula existencial *eṯ [ɛθ] (clásico ‘it), esta regularmente adopta la forma eḵt- [ɛχt]. Dicha regla es la que afecta la conjugación del verbo meṯ ~ moṯ (māyeṯ) ‘morir’, ej. meṯ ‘él murió’, sin embargo, meḵtat ‘ella murió’; y, así mismo, la responsable de la forma moderna de la terminación abstracta -uḵtā (clásico -uta).
Los tipos silábicos de V (ā [ɔ] ‘esto’), VC (aḵ [ɑχ] ‘eso’), CV (mu [mu] ‘que’) y CVC (tum [tum] ‘entonces’) son los más comunes. Algo menos frecuentes que estos son aquellos que contienen grupos consonánticos o vocálicos compuestos, tales como VCC (ahl [ahl] ‘familia’), CCV (klāṯā [ˈklɔː.θɔ] ‘tres’), CCVC (ṣṭānye [ˈstɔn.je] ‘él es hombre’), CVCC (waxt [væχt] ‘tiempo’), CVVC (bieṯ [biɛ̆θ] ‘casa’) e, incluso, CVVCC (šieltḵon [ˈʃiɛ̆lt.χon] ‘os pregunté’).
Los grupos permisibles de consonantes en mandeo se agrupan en dos tipos: los que se hallan en los extremos (al principio o al final de una sílaba) y los intermedios. Los primeros están estrictamente limitados a ciertas combinaciones fonemáticas, mientras que los segundos están menos restringidos, salvo algunas excepciones; de hecho, el mandeo moderno admite más posibles combinaciones y a veces, inclusive, hasta tres consonantes entre sílaba. Los grupos consonánticos que se componen de una obstruyente o silbante seguida de una sonante o, bien, de una silbante seguida de una obstruyente, son admitidos tanto en sílabas finales como iniciales. Sin embargo, los grupos consonánticos que consisten de una sonante y una obstruyente o una sonante y una fricativa se admiten solamente a final de palabra. Y con el fin de separar aquellos grupos consonánticos inadmisibles, usualmente se inserta la /ə/ como una vocal anaptíctica. De ser una sonante el segundo elemento en un grupo consonántico a final de palabra, éste se descompone por silabación de la sonante. Un par que de ningún modo se admite en mandeo es el de bilabial nasal /m/ con vibrante alveolar /r/; motivo por el cual se suele colocar entre estas dos la oclusiva bilabial sonora /b/, ej. lákamri [ˈlɑ.kɑm.bri] ‘él no lo devolvió’. Y los grupos de fricativa glotal sorda /h/ con cualquier otra consonante tampoco se admiten, ni siquiera entre sílaba; /h/, por lo general, aquí simplemente se elimina.

### Acentuación
El acento recae preferentemente sobre una vocal débil en una sílaba cerrada y su colocación se considera a partir de la sílaba final. Cualquier sílaba final que sea cerrada y posea una vocal débil automáticamente recibe el acento, ej. qəmahrəḇāti [qə.ˌmæh.rɛ.ˈwɔː.ti] ‘lo estás destruyendo’. Y si, caso contrario, la sílaba final es abierta o contiene una vocal fuerte, el acento recae sobre la penúltima sílaba, siempre y cuando, sí sea cerrada o contenga una vocal débil, ej. gaḇrā [ˈgæv.rɔ] ‘hombre’; de otro modo, la acentuación recae en la sílaba final, ej. əχal [a.ˈχɑl] ‘él comió’. Pero, en palabras de tres o más sílabas, si ni la última, ni penúltima sílabas son cerradas ni contienen vocales débiles, entonces el acento recae sobre la antepenúltima sílaba, ej. gaṭelnāḵon [ga.ˈtˤɛl.nɒ.ˌχon] ‘te mataré’. Esto no tomando en cuenta que, además, hay varios morfemas que por regla general captan la acentuación, como, por ejemplo, el morfema negativo lá-, el cual hace que el acento pase a la primera sílaba del verbo que es negado.
En el mandeo moderno, las vocales en sílabas abiertas pretónicas son regularmente sujetas a reducción, igual que como sucedía en la lengua clásica y todavía sucede en los demás dialectos arameos.

## Gramática

### El substantivo
La morfología de los substantivos mandeos ha sido claramente influenciada como consecuencia de su estrecho contacto con la lengua persa; amén de que el sistema clásico de estados ha quedado obsoleto y únicamente sus vestigios subsisten en algunas formas arcaicas y construcciones gramaticales. Lo anterior se puede constatar en que los más comunes morfemas inflexivos asociados con los estados han sido reemplazados por morfemas persas, entre los que figuran: los morfemas plurales -ān, para vocabulario vernáculo y naturalizado, y -(h)ā, para palabras extranjeras; el morfema indefinido -i y el ezāfe. El fin este último es determinar una relación entre dos substantivos, con propiedades tales o adjetivas, correspondiente a una variedad de funciones generalmente atributivas o genitivas. Aunque, actualmente, se da una conformidad entre los atributos tanto del ezāfe persa, como de su análogo que existía en el mandeo. Cuando un substantivo lleva el aumento nominal –ā, éste se suele apocopar ante otro substantivo o adjetivo que siga inmediatamente expresando una relación genitiva o atributiva, ej. rabbā ‘líder’ comparado con rab Mandayānā ‘líder de los mandeos’ y kədāḇā ‘libro’ comparado con kədāḇ Mandāyí ‘un libro mandeo’.

#### Género y número
Pese al colapso del sistema de estados y la obsolescencia del más común morfema clásico para plural –ia, una parte importante de la morfología de los substantivos se ha preservado, pues muchos de los plurales heteróclitos clásicos del mandeo se han mantenido. Y a pesar de que la gran mayoría de los substantivos masculinos y femeninos actualmente se pluralizan de igual modo con el morfema iranio -ān-, la gramática mandea continúa haciendo distinción entre los dos géneros. El morfema plural femenino -(w/y)āṯ- es más común que aparezca en substantivos flexionados explícitamente con el morfema singular femenino -t-, no obstante pueda también encontrarse en las formas plurales de muchos substantivos femeninos no señalados como tales en singular. Por otro lado, la mayor parte de los préstamos foráneos se pluralizan añadiéndoseles el morfema -(h)ā, si, bien, algunos conservan las formas en plural de sus idiomas de origen.

#### Identificabilidad y referencialidad
|                | Determinado | Indeterminado | Genérico | Identificable | Significado                    |
| barnāš-ā       |             | -             |          | +             | la gente / la persona          |
| barnāš-i       |             |               | -        | -             | una persona                    |
| barneš-ān-ā    |             |               | -        | +             | gente                          |
| barneš-ān-i    |             |               | -        | -             | algunas personas               |
| əl-barnāš-ā    | +           |               |          | +             | persona / personas             |
| əl-barnāš-i    | +           |               |          | -             | una persona (específica)       |
| əl-barnaš-ān-ā | +           |               |          | +             | gente (específica)             |
| əl-barnaš-ān-i | +           |               |          | -             | algunas personas (específicas) |

La aparición de los morfemas indefinido y plural en el substantivo es dada principalmente por sus condiciones pragmáticas, relativas a la referencialidad y la identificabilidad del referente. La "referencialidad" se refiere a si el hablante hace referencia a una entidad particular, específica, la cual por tanto es referencial, o si la entidad es designada como una indeterminada o genérica, y por tanto no referencial. Los substantivos referenciales se señalan explícitamente en plural y cuando cumplen con la función de objeto, en cuyo caso su morfema es el enclítico -əl, además de que los precede un sufijo pronominal en el verbo. El referente de un substantivo sin morfema como barnāšā puede ser tanto particular (‘la persona’) como global (‘la gente’), pero no indeterminado (‘una persona’). Mientras que, por otro parte, la "identificabilidad" de un referente demuestra si el hablante asume que aquel es identificable o no al receptor. El morfema indefinido –i indica que el referente no es ni genérico ni identificable, pero que es ambiguo tanto si es específico (‘una persona particular’) como no específico (‘alguna persona’). Macuch (1965a, 207) encontró que el morfema indefinido, originalmente tomado de las lenguas iranias, se hallaba ya presente en textos mandeos clásicos. Los substantivos y adjetivos modificados con este morfema pueden servir como pronombres indefinidos para representar referentes indefinidos, tal y como pasa con enši ‘alguien’ y mendi ‘algo’.

### Pronombres
Hay cinco tipos de pronombres en mandeo: pronombres personales (tanto independientes como enclíticos), demostrativos, indefinidos, interrogativos y relativos.

#### Personales
Los pronombres personales independientes son optativamente empleados para representar al sujeto de un verbo transitivo o intransitivo. Cada vez que en sus formas singulares se presentan ante el verbo, su vocal final se apocopa. Y los pronombres personales enclíticos están en distribución complementaria con aquellos; pueden representar al objeto de un verbo transitivo, un complemento nominal, verbal o añadirse a una frase preposicional, o, bien, indicar posesión sobre el substantivo. En substantivos de origen extranjero, se les representa mediante el morfema –d-

. Junto con el substantivo napš- ‘uno mismo’, así mismo, sirven para componer los pronombres reflexivos. El mandeo tiene además dos pronombres recíprocos, ham ‘cada uno’ y hədādā ‘uno más’.

#### Demostrativos
Los pronombres demostrativos mandeos se distinguen en la deíxis de cercanía y lejanía en el singular, pero no en el plural. Tampoco hacen distinción alguna para el género. El pronombre demostrativo en plural de la deíxis de lejanía ahni ‘aquellos’ (forma clásica hania) asume la función de un pronombre demostrativo genérico en plural y, con frecuencia, también se utiliza en substitución del pronombre independiente de la tercera persona del plural. Los pronombres demostrativos preceden al substantivo al que modifican, y en tal posición, la vocal final de sus formas en singular se apocopa, lo que da lugar a las llamadas formas ‘contextuales’. Ej., ā šeršānā ‘estas religiones’. Observe que el demostrativo en plural no aparece en la forma contextual, en vez de eso, se recurre a la forma en singular ante substantivos en plural, cuyo morfema terminal es el que basta para indicar pluralidad para toda la frase nominal. En mandeo hay también dos pronombres demostrativos locativos, hənā / ehnā ‘aquí’ y ekkāḵ ‘allá’.
| Deixis de cercanía | Deixis de cercanía | Deixis de cercanía | Deixis de lejanía | Deixis de lejanía | Deixis de lejanía |
| Aislado            | Contextual         | Significado        | Aislado           | Contextual        | Significado       |
| āhā                | ā                  | esto               | aḵu               | aḵ                | aquello           |
| ahni               |                    | éstos              | ahni              |                   | aquellos          |
| ------------------ | ------------------ | ------------------ | ----------------- | ----------------- | ----------------- |

#### Interrogativos
Los pronombres interrogativos se usan para obtener información específica más allá de un simple sí o no como respuesta (cosa que, como en español, puede conseguirse llanamente dando una entonación ascendente). Los pronombres interrogativos forzosamente deben ir al principio de la oración interrogativa y, de estos, solo man ‘quién’ y mu ‘qué’ pueden substituir tanto al sujeto como al objeto de la oración. Otros interrogativos en mandeo son elyā ‘dónde’, hem ‘cuál’, hemdā ‘cuándo’, kammā ‘cómo’, kaṯkammā ‘cuánto’, mujur ‘cómo, de qué forma’ y qamu ‘por qué’.

### El verbo
El verbo mandeo puede presentarse en dos aspectos (perfectivo e imperfectivo), tres modos (indicativo, subjuntivo e imperativo) y tres voces (activa, media y pasiva). Como en los demás idiomas semíticos, la mayoría de los verbos mandeos se construyen sobre una raíz triconsonántica, y pueden pertenecer a uno o más de los siete troncos verbales que son: el tronco-P o tronco principal, el tronco-D o tronco verbal denominativo-transitivizante, el tronco-C o tronco verbal causativo y los troncos-tP, -tD y -tC, a los que se les prefijaba el morfema de derivación t-, ante la primera consonante radical. Este morfema casi ha desaparecido de todas las raíces a excepción de aquellas que poseen una silbante como radical inicial, como eṣṭəḇā ~ eṣṭəḇi (meṣṭəḇi) ‘ser bautizado’ del tronco-P o eštallam ~ eštallam (meštallam) del tronco-C, en que la oclusiva y la silbante están metatizadas. Y al séptimo tronco, el tronco-Q (cuádruple), solo pertenecen aquellos verbos cuyas raíces son de cuatro consonantes.
A los verbos que comienzan con vocal en lugar de consonante se les denomina débiles de 1.er tipo. Sin embargo, los que comienzan con las aproximantes w e y, susceptibles de asimilación en la lengua clásica, fueron modificados a semejanza de los verbos fuertes. Y cuando alguna de las dos anteriores aparece como el segundo o tercer radical de una raíz consonántica, padece la general monoptongación de diptongos descrita anteriormente. Y los verbos a los que afecta este fenómeno se les conoce como verbos débiles de 2.º y 3.er tipo. Pero aquellas raíces verbales en que la segunda y tercera consonantes radicales se parecían, fueron por otro lado modificadas en analogía a los verbos débiles de segundo tipo; proceso ya iniciado desde el mandeo clásico.
Una gran y productiva variedad de verbos en mandeo se constituyen de un elemento verbal y otro no verbal, los cuales integran una sola unidad semántica y sintáctica. El elemento no verbal es muchas veces un substantivo como, por ejemplo, əḇādā ‘acción’ en la composición əḇādā əḇad ~ əḇod (āḇed) ‘trabajar o hacer algo’, o un adjetivo como həyānā ‘vivo’, en la composición həyānā tammā ‘sobrevivir’, aunque también puede ser una preposición como qār ‘en’, en la composición qār tammā ‘nacer en a.l.’. En muchas de estas composiciones, el elemento verbal es un verbo "breve", que solo sirve para introducir las inflexiones verbales de persona, tiempo, modo y aspecto, no obstante, en esencia su significado se desprenda precisamente del elemento no verbal, el cual siempre antecede al primero. Los verbos breves más usados son əḇad ~ əḇod (āḇed) ‘hacer’, əhaḇ ~ əhoḇ (āheḇ) ‘dar’, məhā ~ məhi (māhi) ‘golpear’ y tammā ‘volverse’. Pero pese a que en el mandeo clásico hay locuciones verbales parecidas a estas, muchas de las actuales en el mandeo moderno son calcos de locuciones persas, además de que bastantes elementos no verbales resultan ser préstamos árabes o persas.

#### Partes principales
Las partes principales sobre las que todas las formas inflexionadas del verbo se construyen son: la base perfectiva (representada por la forma de la tercera persona masculina del singular del perfectivo), la base imperativa (representada por la forma masculina en singular del imperativo) y la base imperfectiva (representada por el participio activo en el estado absoluto). En el tronco verbal principal, la segunda sílaba de la base perfectiva puede tener alguna de las tres vocales temáticas: /a/, /e/ y /o/. Los verbos transitivos predominantemente pertenecen a la primera base, que es la más común de las tres, mientras que las últimas dos típicamente caracterizan a los verbos intransitivos y de estado. Los verbos transitivos también se derivan en participios pasivos, los cuales adoptan las formas CəCil, ej. gəṭil ‘asesinado’ (m. sing.), f. sing. gəṭilā y pl. gəṭilen. El tronco-D está representado por un participio pasivo, əmšabbā ‘alabado’, que pertenece al tipo consonántico de raíz débil del 3.er tipo; y el tronco-C, por su parte, también, maḥḇā ‘cumplido’.

#### Accidentes

##### Género y número
Las formas flexionadas de los verbos se producen por la adición de sufijos personales a las partes esenciales. Las formas dadas en paréntesis fueron citadas por Macuch, quien nota que fueron esporádicamente encontradas y no consistentemente empleadas. Las formas plurales femeninas no estuvieron presentes en todos los textos recopilados por Häberl, lo que posiblemente signifique que el paradigma está en proceso de ser asimilado a las formas masculinas. Ante morfemas personales que comienzan con vocal, la vocal de la sílaba que inmediatamente precede al sufijo se suprime y la anterior coda queda como el principio de la nueva sílaba. Recordando que la adición del morfema puede hacer también que el acento cambie de lugar, resultando en la reducción de vocales en sílabas pretónicas, señalado anteriormente. Los sufijos enclíticos de objeto, también tienen el mismo efecto en las sílabas precedentes, afectando la forma del morfema personal. Todas las formas imperfectivas de la tercera persona adoptan el morfema enclítico de objeto -l- ante el sufijo de objeto. La consonante final del sufijo personal de la tercera persona del plural -en suele asimilarse a los morfemas enclíticos de objeto, produciendo la forma -el(l)-. Y también, ante sufijos de objeto, los morfemas de la segunda persona del singular y la primera del plural adoptan las formas -āt- y -nan(n)-, respectivamente.

##### Modo y aspecto
En el sistema verbal mandeo, el aspecto es tan fundamental como el tiempo. Las formas flexionadas derivadas del participio son imperfectivas y como tales indican acciones habituales, progresivas o incoativas, así como acciones futuras desde una perspectiva pasada o presente. Y las formas perfectivas no solo son pretéritas, sino también estado-resultativas, lo cual es más evidente en verbos que se relacionan a un cambio de estado, ej. meḵtat eštā ‘ella ahora está muerta’, usando el perfectivo meṯ ~ moṯ (māyeṯ) de ‘morir’.
El indicativo se usa para afirmar o negar situaciones tal cual, o bien, declarar opiniones consideradas como ciertas. Además de ser el modo que se usa para hacer preguntas y otras interrogantes. Así que si el perfectivo, debido a su particular naturaleza, hace referencia a situaciones que el hablante asegura, han ocurrido o no, éste se enmarca dentro del indicativo, además de ser propio de aquellas oraciones condicionales explícitamente contrafactuales, ej. agar an láhwit, lá-aṯṯat əl-yanqā ‘de no haber estado yo ahí, ella no hubiera dado a luz al niño’. Mientras que, por otra parte, el imperfectivo se usa, pero para describir situaciones que están ocurriendo en este mismo momento, han de ocurrir o acerca de las cuales puede existir alguna incertidumbre o duda. Cuando un verbo viene acompañado del morfema qə-, éste está en el indicativo, pero cuando no, está en subjuntivo, modo usado más comúnmente para expresar deseos, posibilidades, obligaciones, así como cualquier otro enunciado que pueda ser contrario al hecho presente; y que, además, como en los demás idiomas semíticos, debe usarse en lugar del imperativo para todas las órdenes negativas y prohibiciones.

##### Voz
En mandeo, la relación de la acción o estado que el verbo describe en sus argumentos puede ser representada por alguna de las tres voces. Cuando la acción descrita por el verbo es emprendida por su sujeto gramatical, el verbo se dice que está en la voz activa y que el sujeto gramatical es su agente. Los troncos-t, mencionados antes, expresan la voz media. Los agentes de los verbos de estos troncos son sintácticamente activos e intransitivos, experimentan los resultados de las acciones verbales como si fueran a la vez pacientes; y, a menudo, la acción del verbo pareciera ocurrir por sí sola. Por lo que este tipo de verbos se suelen interpretar como si fueran voces pasivas sin agente o acciones reflexivas que el sujeto efectúa sobre sí mismo, ej. etḇer minni wuṣle ‘una pieza que fue rota / se rompió’. En la voz pasiva, el sujeto gramatical del verbo es el receptor (llamado paciente) de la acción descrita por aquel. Hay dos maneras en que se forma la voz pasiva en mandeo: la pasiva analítica, en la que el participio pasivo se une con el copulativo y, la más usual, la pasiva impersonal, en la que se utiliza una forma impersonal de la tercera persona del plural, ej. əmaryon ‘es dicho’, literalmente ‘decían’.

## Sintaxis
El mandeo moderno conserva el orden SVO de palabras del mandeo clásico, a pesar de su larga estadía en contacto con el persa, el cual sigue la forma SOV de palabras. No obstante, sea típico que ciertos tópicos que vayan delante tiendan a ofuscar el orden de las palabras. Las oraciones simples constan de un sujeto, el cual puede estar implicado en el verbo, y un predicado, el cual es encabezado por un verbo o un copulativo. Las formas independientes del copulativo introducen construcciones predicadas nominales y locativas, mientras que las formas enclíticas introducen adjetivos predicados. Como en los demás idiomas semíticos, el mandeo emplea una construcción predicada locativa para expresar la noción de posesión. En el presente, esta construcción hace uso de la forma independiente de la partícula existencial *eṯ que adopta la forma eh- unida a la preposición l- ‘a / para’, que, a su vez, se adapta a los sufijos enclíticos presentados en la tabla 5, dando lugar a las formas ehli ‘él tiene’ (lit. ‘hay para él’), ehla ‘ella tiene’, etc. En los demás tiempos, se vale del verbo copulativo həwā ~ həwi (hāwi) en lugar de la partícula existencial, ej. agar pərāhā həwāle, turti zaḇnit ‘si tuviera dinero, habría comprado una vaca’.
En las oraciones coordinadas se unen dos o más oraciones simples con las conjunciones coordinantes u ‘y’, ammā ‘pero’, lo ‘o’ y la correlativa -lo… -lo ‘tanto… como’. Las oraciones complejas se conforman de una oración principal y una o más oraciones subordinadas introducidas por un pronombre relativo, siempre y cuando el referente del antecedente de la oración sea definido, ya que en caso de no serlo, se usa el pronombre no relativo. El pronombre relativo del mandeo clásico d- no ha sobrevivido, pues ha sido reemplazado por illi, un préstamo árabe que introduce oraciones relativas no restrictivas, y ke, un préstamo persa que introduce oraciones relativas restrictivas, ambos pronombres aparecen inmediatamente seguidos del antecedente de la oración. Los antecedentes de oraciones relativas restrictivas llevan el morfema restrictivo –i, el cual se asemeja así solo al morfema indefinido, ej. ezgit dukkāni ke həzitu awwál ‘fui a los lugares que antes vi’. Si el antecedente es el objeto de la oración relativa, se representará en la oración relativa por un pronombre relativo reanudativo, como en el ejemplo (həzitu ‘yo los vi’).

## Conclusión
El conjunto de características descritas previamente sugiere que la gramática mandea es notablemente conservadora en relación con su similitud con la de la lengua clásica y que muchas de las características que distinguen al temprano del más tardío (en particular, la reestructuración de la morfología nominal y el sistema verbal) son el resultado de desarrollos ya registrados en el mandeo clásico y posclásico. A diferencia de los demás dialectos arameos contemporáneos (con excepción del arameo moderno occidental), el mandeo moderno es el único que conserva la antigua conjugación semítica de sufijos (el perfectivo neo-mandeo). Además de las formas imperativas, la conjugación de prefijos (imperfecta del mandeo clásico) ha sido substituida por el imperfectivo del mandeo moderno, lo cual también ya se había presentado anteriormente en la lengua clásica. Incluso el léxico conserva en buena medida el vocabulario de la lengua clásica, pues de una lista de 207 términos más comunes que elaboró Häberl, se encontró que más del 85% igualmente se hallaba en la lengua clásica y que el restante 15% provenía principalmente del árabe y del persa. El mandeo actual ostenta una de las más largas y considerables historias ininterrumpidas de registro con respecto a cualquier otro dialecto arameo, además de ser el único del que puede afirmarse ser la versión moderna de un dialecto arameo clásico; razón por la cual reviste un inapreciable valor potencial para la elucidación de la tipología de los dialectos arameos, así como para el estudio de los idiomas semíticos en general.